# Токо (деревня)
Токо — самая северо-восточная деревня на острове Тринидад в Тринидаде и Тобаго. Остров Тобаго находится в 35 километрах (22 милях) к северо-востоку, что делает Токо ближайшей точкой Тринидада к Тобаго. Название «Токо» было дано этому району его первыми индейскими жителями, и его значение остается неопределенным.
Пунта-Галера (ныне Галера-Пойнт) является одной из главных достопримечательностей Токо. Название «Галера» происходит от искажения слова «галеа», которое первоначально было дано юго-восточной точке, исследованной Христофором Колумбом, известной как Галеота-Пойнт. Название пришло случайно, но стало популярным и до сих пор применяется в туристических целях. Маяк Галера-Пойнт был построен в 1897 году и сегодня окружен парком и местом для пикника.

## История
После испанской колонизации Тринидада в 1531 году, в Токо не проявлялась значительная активность до 1631 года. В это время сэр Генри Кольт и английские войска неожиданно вторглись на эту территорию, игнорируя присутствие испанцев. Однако в 1637 году британцы были вытеснены голландцами, которые заключили союз с местными индейцами. Вскоре после этого голландцев также вытеснили испанцы.
Сто лет спустя после этого прибыли испанские капуцины, священники, с целью обратить индейцев в католицизм. Миссионерская деревня в Токо, известная как Миссионерская деревня, продолжала своё существование даже после появления британцев. Ещё одна миссия располагалась рядом с Куманой и была связана с миссией в Токо через Англе-роуд.
Французы также сыграли значительную роль в истории Токо. Они начали прибывать в этот регион несколько лет после 1783 года, когда вступила в силу «Седула о народонаселении», поощряющая иммиграцию французских островитян в Тринидад. С целью изолировать северо-восточные и восточные районы были проданы шесть земельных участков (включая район Токо). Среди этих поселенцев были д’Годе, моники, понны, трейли, нарцисы и ротаны.
В отличие от других районов Тринидада и Тобаго, земли в Токо не подходили для выращивания сахарного тростника. К 1797 году в округе был всего один сахарный завод. Однако земля была подходящей для хлопководства. К тому времени было построено 59 хлопчатобумажных фабрик, а население состояло из 159 африканских рабов, 62 «свободных» чернокожих, 28 французских поселенцев и 155 американских индейцев, предположительно проживавших в миссиях. Индейцы (карибы) также обитали в других районах Токо и Кумана в то время.
В 1818 году дорог, связывающих Токо с остальной частью острова, не существовало. Таким образом, жители Токо использовали услуги парохода, запущенного губернатором Ральфом Вудфордом вокруг острова для торговли какао и другими товарами.
В 1830 году католическая церковь превратила Токо в приход и освятила вновь построенную церковь Успения Пресвятой Богородицы в Миссион-Виллидж. Капуцины были инициаторами возведения первой церкви в этом районе.
В 1849 году лорд Харрис определил границы приходов, включая Токо. Уже к 1862 году в Токо открылись одни из первых школ по системе приходов. Несмотря на планы по строительству палат, жители района отказались платить за них, что привело к появлению на продажу около 64 поместий к 1852 году. Эти и другие факторы могли способствовать низкой плотности населения в этом районе.
К 1881 году население Токо значительно выросло из-за расцвета индустрии какао и кофе, а также из-за прибытия рабочих из Тобаго. В прошлом Токо был преимущественно населенным жителями Тобаго.
В 1930 году была построена первая дорога в Токо, соединившая его с Сангре-Гранде, что прекратило необходимость паромного сообщения вокруг острова и поток людей из Тобаго в этот район.
Сегодня Токо остаётся небольшим по населению, хотя с годами его численность увеличилась. По данным переписи 1980 года здесь проживало около 1311 человек. Жители Токо обычно очень дружелюбны. Благодаря своей спокойной атмосфере и живописным пляжам Токо остаётся одним из популярных мест для серфинга и отдыха в Тринидаде и Тобаго, хотя не так популярен, как Маракас и Лас-Куэвас. В Токо расположены несколько кокосовых плантаций, некоторые из которых существуют до сих пор. Семья Балдеосингх владеет одной из крупнейших из них. Токо также известен как рыбацкая деревня. Местные жители могут получить образование в средней школе Токо, ранее известной как Toco Composite, а также в римско-католической и англиканской школах Токо.